# Oberbaumbrücke
Oberbaumbrücke – most w Berlinie, na rzece Szprewie, łączący dzielnice Kreuzberg i Friedrichshain. Został wybudowany w latach 1894 – 1896. W roku 1994 został odnowiony. Jest usytuowany pomiędzy mostami Elsenbrücke oraz Schillingbrücke. Jest wizytówką okręgu Friedrichshain-Kreuzberg. W latach 1961 – 1989 znajdowało się tutaj przejście graniczne pomiędzy Berlinem Wschodnim a Zachodnim. Na moście przebiega również linia metra U1 i U3 (na tym odcinku na powierzchni).

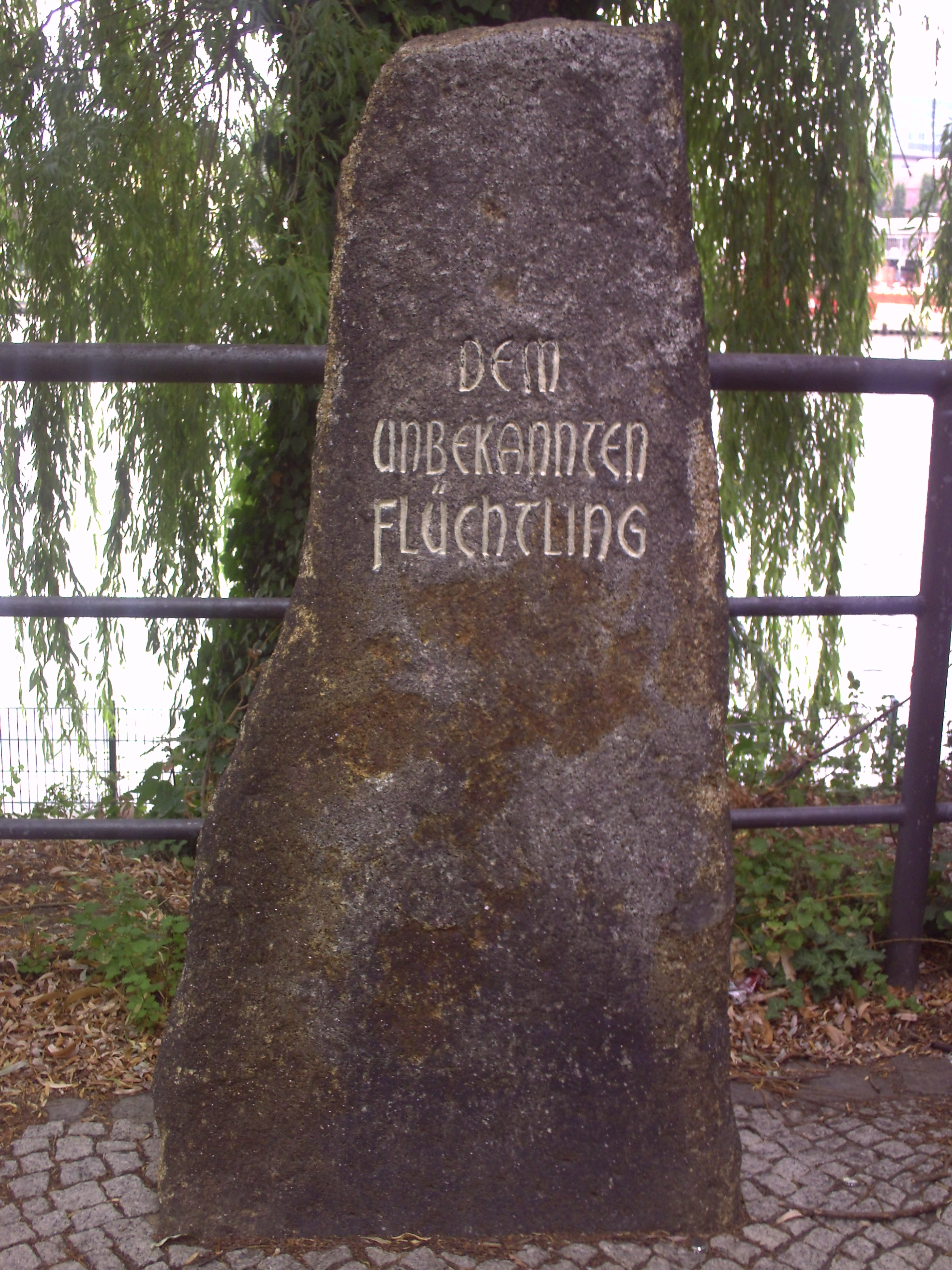
Kamień pamiątkowy „Nieznanemu uciekinierowi” przy ulicy May-Ayim-Ufer, w pobliżu mostu Oberbaumbrücke.

W okresie istnienia Muru Berlińskiego okolice mostu były miejscem dramatycznych wydarzeń. 5 października 1961 roku Udo Düllick usiłował uciec do Berlina Zachodniego, przepływając Sprewę wpław, jednak opadł z sił i utonął. Oprócz tego byli jeszcze inni uciekinierzy, którzy utonęli lub zostali zastrzeleni. W latach 70. XX wieku w pobliżu mostu utonęło pięcioro dzieci, w tym w pobliżu nabrzeża przy ulicy Gröbenufer (obecnie May-Ayim-Ufer) 8-letni Cengaver Katrancı. Ponieważ Sprewa w tej okolicy w całości znajdowała się po stronie Berlina Wschodniego, z powodu obawy przed ostrzałem ze strony straży granicznej NRD nie podjęto na czas akcji ratunkowej.